# Matthew Rusike
Tyrell Matthew Benjamin Rusike (Harare, 20 febbraio 1986) è un ex calciatore zimbabwese, di ruolo attaccante.

## Biografia
Matthew nasce da padre dello Zimbabwe, un imprenditore nel commercio al dettaglio, e madre sudafricana, di professione parrucchiera. Ha frequentato il St. George's College della capitale Harare, dove ha giocato anche a rugby nei ruoli di ala e di estremo.

## Carriera
Dopo un periodo alla BN Academy, all'età di 16 anni è volato in Inghilterra per svolgere un provino con il Charlton, rimanendo a far parte del settore giovanile. Nel 2009 ha dovuto abbandonare il paese britannico per via di alcuni problemi con il permesso di lavoro.
Tornato in Zimbabwe, si accorda con il Monomotapa United con cui vince il campionato. La sua squadra successiva è quella dell'Università di Pretoria, in Sudafrica. Qui gioca poche partite fino a quando nel 2011 viene rilasciato. Questo taglio lo ha portato a meditare di abbandonare il calcio, ma Rusike ha continuato a giocare grazie alla proposta di Jomo Sono, proprietario e allenatore dello Jomo Cosmos F.C.: qui aiuta la squadra a raggiungere la promozione in Premier Soccer League e viene votato giocatore dell'anno dai tifosi del club.
Nel 2012 Rusike si è unito al Kaizer Chiefs, uno dei club sudafricani più blasonati del paese. Il 17 dicembre ha realizzato il primo gol in campionato in maglia arancio-nera, nel 2-0 all'AmaZulu. Il 22 aprile 2015 segna una doppietta nella 4-1 al Polokwane City, vittoria che ha decretato matematicamente la vittoria del campionato.
Il 24 luglio 2015 viene ufficializzato come nuovo attaccante degli svedesi dell'Halmstad. Nel trasferimento c'è anche la complicità dello scozzese Stuart Baxter, suo allenatore al Kaizer Chiefs, residente in Svezia dopo un passato da giocatore e allenatore nel paese scandinavo. Rusike chiude l'Allsvenskan 2015 con 4 reti in 11 partite, risultando il miglior marcatore della squadra insieme ai compagni James Keene e Junes Barny. La squadra tuttavia retrocede in Superettan, così il giocatore africano ha deciso di rescindere con un anno di anticipo rispetto alla scadenza contrattuale.
Rusike rimane comunque nel calcio svedese, visto che nel gennaio seguente firma un triennale con l'Helsingborg, ma a fine stagione la squadra retrocede inaspettatamente in Superettan.
Lasciato l'Helsingborg, Rusike si è accordato inizialmente con i tunisini del Club Sportif Sfaxien, club a cui però era stato bloccato il mercato proprio in quei giorni. L'attaccante zimbabwese ha così firmato con un'altra squadra tunisina, il Club Africain della capitale Tunisi. Durante la sua permanenza ha avuti contrasti con la dirigenza a causa di alcune mensilità che non gli sarebbero state retribuite. In autunno ha lasciato definitivamente la squadra.
Nel febbraio 2018 è approdato al Cape Town City, allenato dall'ex stella del calcio sudafricano Benni McCarthy. Il suo passaporto sudafricano ha permesso al club di non intaccare il monte dei giocatori stranieri.
Nel marzo 2019 è tornato in Scandinavia, questa volta non in Svezia bensì in Norvegia, allo Stabæk. All'esordio in Eliteserien tuttavia, durante il match della prima giornata contro il Lillestrøm, si è procurato una frattura alla gamba sinistra che lo ha costretto a un'operazione chirurgica e uno stop di alcuni mesi.